# Lyman (Washington)
Pour les articles homonymes, voir Lyman (homonymie).
Lyman est une localité américaine du comté de Skagit, dans l'État de Washington.